# Kargıcak
Kargıcak ist eine frühere Gemeinde im Landkreis Alanya der türkischen Provinz Antalya. Die Gemeinde liegt 14 km östlich von Alanya und 2 km von Mahmutlar am Mittelmeer. Der Badeort Kargıcak ist seit der Gemeindereform 2014 ein Ortsteil der Stadt Alanya.